# Depot Peak
Der Depot Peak ist ein einzelner, 1789 m hoher Nunatak mit dem Aussehen einer Felsnadel im ostantarktischen Mac-Robertson-Land. Er ragt 59 km nördlich der Stinear-Nunatakker auf.
Erstmals besucht wurde er im Dezember 1954 von einer Mannschaft im Rahmen der Australian National Antarctic Research Expeditions unter der Leitung von Robert George Dovers (1921–1981). Namensgebend ist das von dieser Gruppe in der Umgebung des Nunataks errichtete Materialdepot.